# Моро д'Алба
Мо̀ро д'А̀лба (на италиански: Morro d'Alba) е село и община в Централна Италия, провинция Анкона, регион Марке. Разположено е на 199 m надморска височина. Населението на общината е 1199 души (към 2010 г.).